# 42 Dywizja Strzelców (III Rzesza)
42 Dywizja Strzelców (niem. 42. Jäger-Division) – jedna z niemieckich dywizji strzelców.

## Historia
Utworzona została 9 listopada 1939 jako 187 Dywizja Zapasowa (Division Nr. 187). Jednostka obejmowała 45., 130., 462., zapasowe pułki piechoty, 45. pułk artylerii, 17. batalion niszczycieli czołgów, 86. zapasowy batalion inżynieryjny oraz 17. i 45. zapasowe bataliony zmotoryzowane.
1 października 1942 r. dywizja została przemianowana na 187 Dywizję Rezerwową (187. Reserve-Division) i przeniesiona do Chorwacji jako jednostka szkoleniowa. Pod koniec 1943 r, dywizję dwukrotnie przemianowano, najpierw na 187 Dywizję Strzelców i ostatecznie na 42 Dywizję Strzelców.
W marcu 1944 r. 42. Dywizja brała udział w okupacji Węgier, później skierowano ją do Włoch, gdzie walczyła na Linii Gotów i pod Bolonią. Jej resztki poddały się Brytyjczykom pod koniec kwietnia 1945 r.

## Dowódcy
- Generalmajor Walther Gräßner od 15 października 1939,
- Generalleutnant Konrad Stephanus od 7 lutego 1940,
- Generalleutnant Josef Brauner von Haydringen od 15 sierpnia 1942,
- Generalleutnant Walter Jost od 26 kwietnia 1944.

Skład (1944)
- 25 pułk strzelców
- 40 pułk strzelców
- 142 pułk artylerii
- 142 batalion fizylierów
- 142 batalion niszczycieli czołgów
- 142 batalion inżynieryjny
- 142 batalion łączności
- 142 dywizyjne oddziały zaopatrzeniowe